# 6162 Prokhorov
6162 Prokhorov è un asteroide della fascia principale. Scoperto nel 1973, presenta un'orbita caratterizzata da un semiasse maggiore pari a 2,5855601 UA e da un'eccentricità di 0,1809275, inclinata di 13,26215° rispetto all'eclittica.